# Poço das Trincheiras
Poço das Trincheiras is een gemeente in de Braziliaanse deelstaat Alagoas. De gemeente telt 12.463 inwoners (schatting 2009).